# 바그람 공군 기지 폭탄 테러
바그람 공군기지 폭탄테러(2007 Bagram Air Base bombing)는 2007년 2월 27일 아프가니스탄 파르반주 바그람에 있었던 자살 공격(suicide attack)이었다. 23명의 사망자와 20명 이상의 부상자가 발생했다. 당시, 미국 부통령인 딕 체니가 해당 공군기지를 방문 중에 있었다.

## 같이 보기
- 윤장호
- 다산 부대
- 동의 부대
- 탈레반 한국인 납치 사건
- 바그람 공군 기지
- 항구적 자유 작전(OEF)
  - 아프가니스탄 전쟁 (2001년~2021년)